# Подгрупа
Подгрупа на една група {\displaystyle G\,} е подмножество на групата, което, относно операцията в {\displaystyle G\,}, на свой ред образува група. Ако {\displaystyle H\subseteq G}, {\displaystyle H\,} съдържа единичния елемент {\displaystyle 1_{G}\in H}, {\displaystyle H\,} е затворена и асоциативна относно операцията в {\displaystyle G\,} и всеки елемент на {\displaystyle H\,} притежава обратен, то {\displaystyle H\,} е подгрупа на {\displaystyle G\,}, записва се: {\displaystyle H\leq G\,}.
Подгрупата {\displaystyle H\,} е собствена подгрупа {\displaystyle H<G\,}, ако {\displaystyle H\subset G}.
Една подгрупа е нормална подгрупа, ако всеки ляв съседен клас съвпада със съответния десен съседен клас, т.е. {\displaystyle gH=Hg,\,\forall g\in G}.